# Станко Бараћ
Станко Бараћ (Мостар, 13. август 1986) је бивши хрватски кошаркаш. Играо је на позицији центра. Његов млађи брат Борис такође се бави кошарком.

## Биографија
Поникао је у млађим категоријама Широког, а за њихов сениорски тим дебитовао је у сезони 2004/05. Са клубом из Широког Бријега освојио је два домаћа трофеја - куп 2006. и првенство 2007. године.
На НБА драфту 2007. изабрао га је Мајами хит као 39. пика, али је потом трејдован Индијана пејсерсима.
У августу 2007. потписао је петогодишњи уговор са Саски Басконијом (тадашњом Тау керамиком), али је већ у октобру прослеђен на једносезонску позајмицу Валенсији. У дресу Басконије потом је одиграо три сезоне и уписао три трофеја - шпански суперкуп 2008, Куп Краља 2009. и АЦБ лигу 2010. године. У јулу 2011. ставио је потпис на трогодишњи уговор са Анадолу Ефесом. У јануару 2015. потписао је за Цедевиту до краја сезоне, а у том периоду са загребачким тимом освојио је домаће првенство и куп. Крајем августа 2015. прикључио се екипи Олимпије из Милана и са њима провео сезону 2015/16.
Члан је репрезентације Хрватске за коју је наступао на Европским првенствима 2007. и 2011, као и на Летњим олимпијским играма 2008. године.

## Успеси

### Клупски
- Широки:
  - Првенство Босне и Херцеговине (1): 2006/07.
  - Куп Босне и Херцеговине (1): 2006.
- Саски Басконија:
  - Првенство Шпаније (1): 2009/10.
  - Куп Шпаније (1): 2009.
  - Суперкуп Шпаније (1): 2008.
- Цедевита:
  - Првенство Хрватске (1): 2014/15.
  - Куп Хрватске (1): 2015.
- Олимпија Милано:
  - Првенство Италије (1): 2015/16.
  - Куп Италије (1): 2016.